# Thermalstrandbad Baden

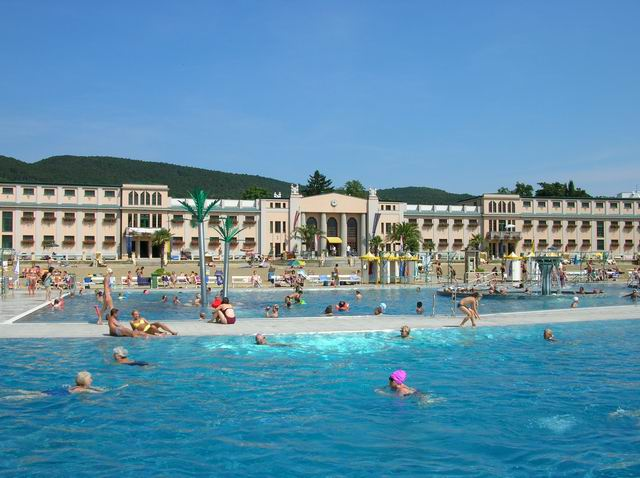
Thermalstrandbad Baden im Sommer 2006

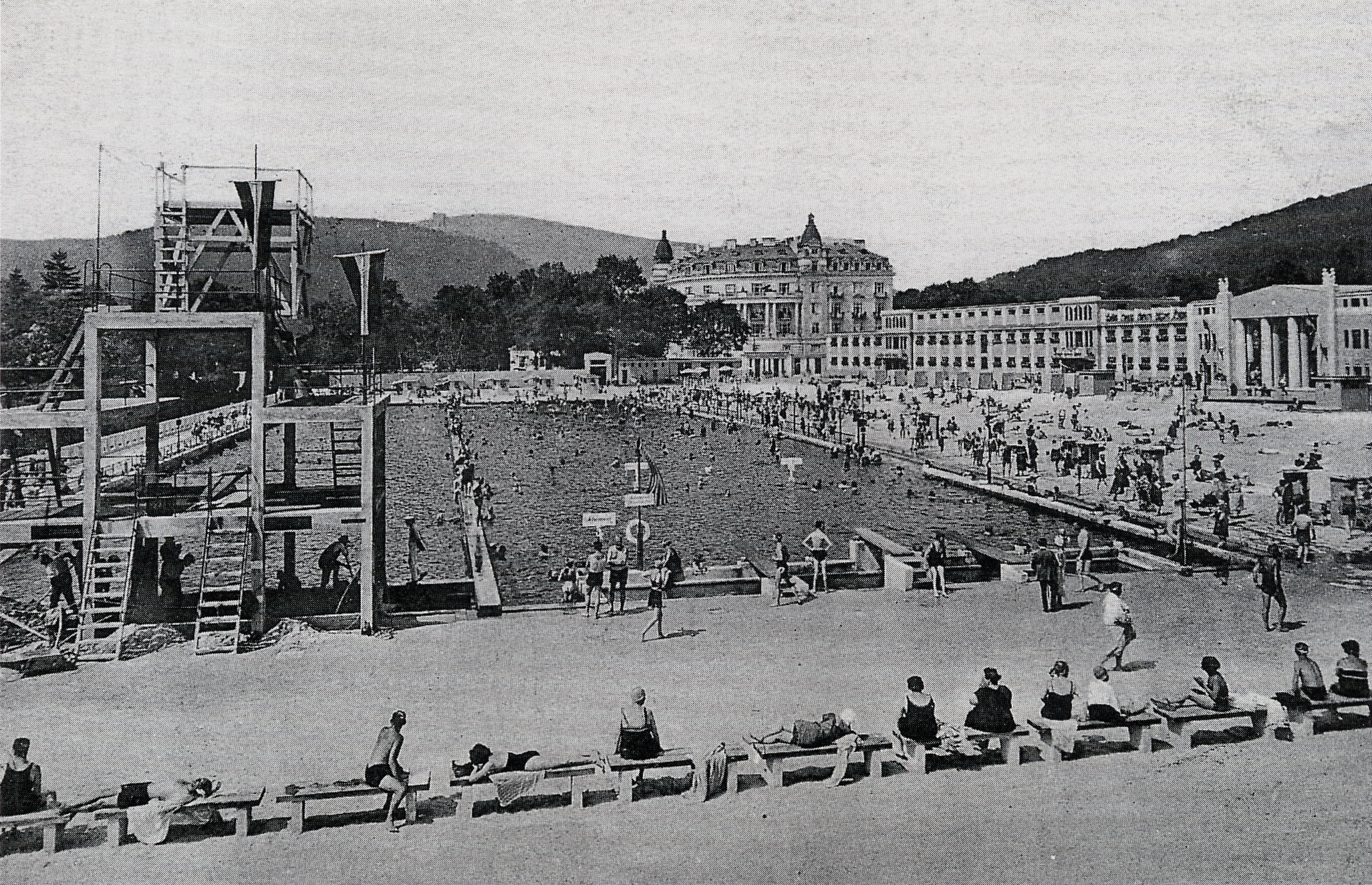
Strandbad 1928 (im Hintergrund links: Burgruine Rauheneck, Mitte: Sanatorium Esplanade; hinter dem Sprungturm die über das Schwechat-Flussbett kragende Promenade)

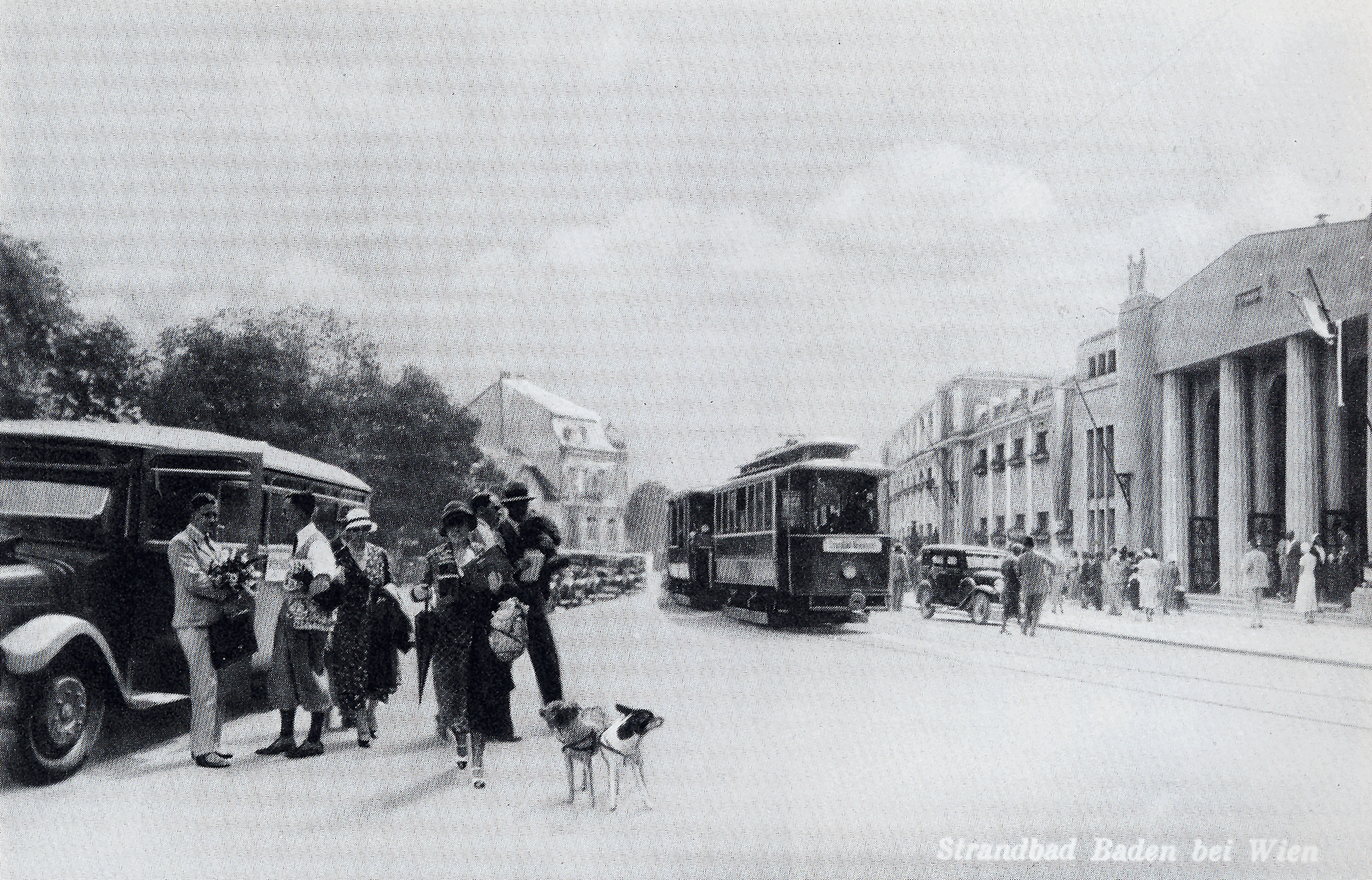
Die Badener Straßenbahn im Haltestellenbereich Strandbad auf dem Weg ins Helenental (zwischen 1926 und Ende 1931)

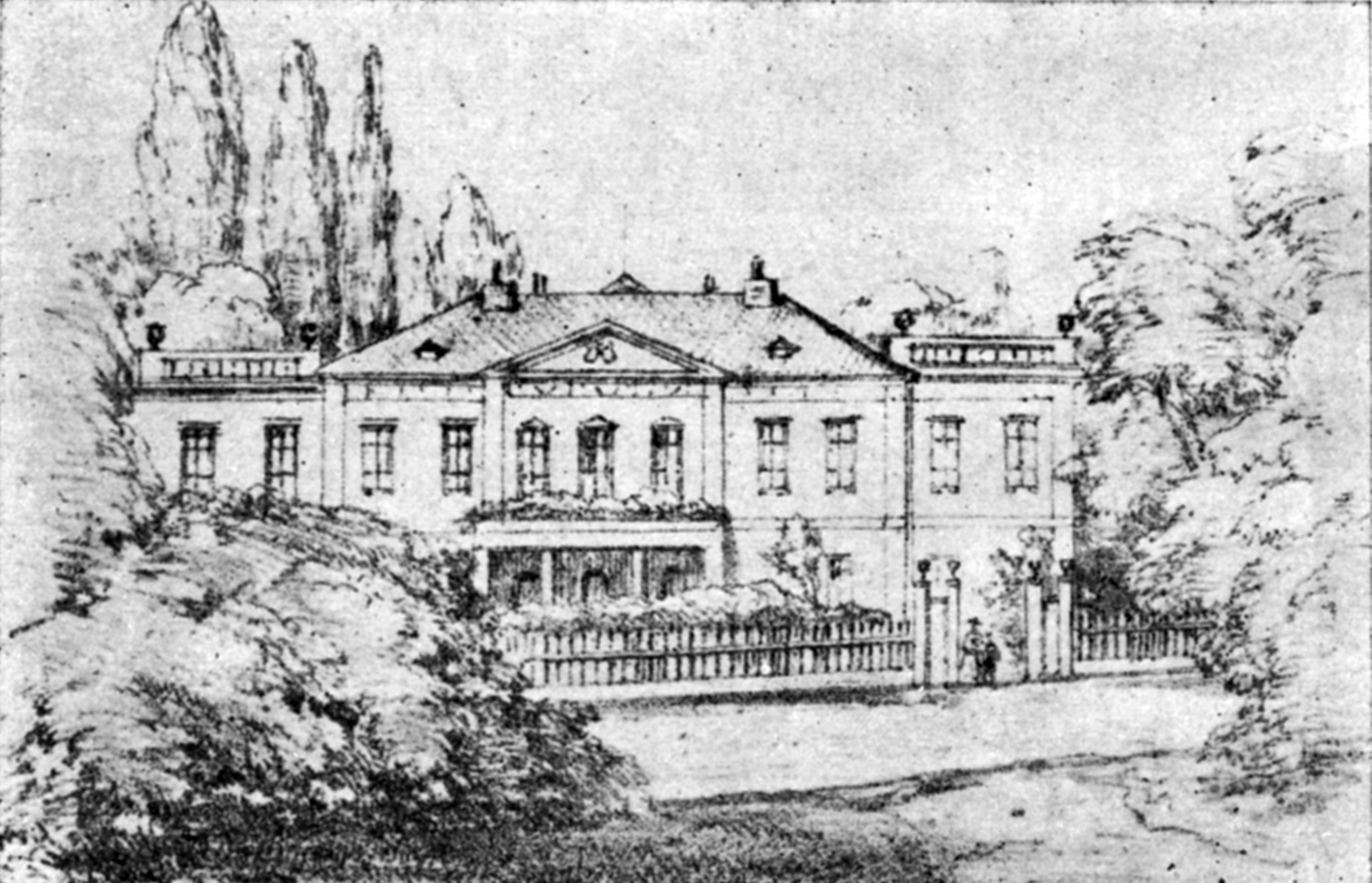
Villa Bylandt-Rheydt (1811: Reginensruhe, um 1900: St.-Genois-Schlössl), ab 1926 Restaurationsbetrieb Thermalstrandbad

Das Thermalstrandbad Baden in Baden (Niederösterreich) ist, mit einer Gesamtfläche von ca. 25.000 m², eines der größten Erlebnisbäder Österreichs. Es besitzt den größten künstlichen Sandstrand Österreichs – sowie, 1929, das größte Bassin des Kontinents. Das Bad steht unter Denkmalschutz.

## Geschichte
Zur Finanzierung des Ankaufs der Liegenschaft beschloss 1925 der Gemeinderat, bei der Sparkasse Baden ein Kontokorrent-Darlehen im Höchstbetrage von 2.500.000 Schilling aufzunehmen. Des Weiteren ermächtigte der Niederösterreichische Landtag die Stadtgemeinde Baden, eine in zehn Jahren zurückzuzahlende Anleihe im Nominalbetrage von drei Millionen Schweizer Franken (…) aufzunehmen. – Erst 1960 wurde von der Stadtgemeinde die letzte ausstehende Forderung beglichen.
Zwischen Anfang April und Mitte Juli 1926 in nur 80 Arbeitstagen nach Plänen des Baumeisters Alois Bohn (1878–1937), dem Sieger im beschränkten Ideenwettbewerb, erbaut, war das Hauptgebäude mit einer Gesamtlänge von 160,8 m das zweitgrößte Gebäude Badens, übertroffen nur von der in nächster Nähe gelegenen Weilburg, deren Fassade 192 Längenmeter maß.
Die Wasserversorgung erfolgt aus Brunnen, die Wassererwärmung hingegen nach Bedarf durch Schwefelwasser aus der Marienquelle. Der ständige Wasserzulauf wird per Sekunde 50 Liter betragen. Der Strand soll zirka zweitausend Personen aufnehmen können. Kabinen, sowie Auskleideräume mit Garderoben werden für je tausend Badegäste errichtet werden. Darüber hinaus wurden, zur Pacht, vorgesehen: das Restaurant mit Café, die Milchtrinkhalle, die zwei Frisiersalons.
Das Projekt fand wegen seines Umfangs sowie der knapp kalkulierten Ausführungszeit entsprechendes Interesse auch auf offizieller politischer Ebene. Unter anderem besuchte der Bundesminister für Handel und Verkehr, Hans Schürff (1875–1939), am 10. Juli des Jahres die Baustelle. Bei diesem Termin erlitt der Bürgermeister von Baden, Alois Brusatti (1850–1932), empfindliche Verletzungen am Kopf, als er von einer Traverse in einen Graben stürzte.
Nach einigen Terminverschiebungen wurde die Anlage am 24. Juli 1926 von Vizekanzler Leopold Waber (1875–1945) in einem Festakt eröffnet.
Eintrittspreise betrugen u. a. für Einheimische 1,00 bzw. 0,60 Schilling (Kabine bzw. Garderobekästchen), für Fremde 1,50 bzw. 1,00 Schilling. Im Jahr 1927 wurde zur Kanalisierung des Massenbesuchs für alle Sonntage ab dem 17. Juli die Ermäßigung für Einheimische außer Kraft gesetzt und nur mehr Vollzahlung akzeptiert.
Im Hinblick auf die zu erwartenden Besucherzahlen wurde in einem an die Straße grenzenden Bauteil ein Sommer-Post- und Telegraphenamt mit Fernsprechbetrieb eingerichtet (amtliche Bezeichnung Baden b. Wien, Strandbad), welches zusätzlich Feiertags- und Sonntagsdienste offerierte und auch von innerhalb des Bades zugängig war.
Vom Eröffnungstag an bis fast zu Ende der Kur- bzw. Badesaison 1931 war das Thermalstrandbad öffentlich mittels der vom Südbahnhof Baden nach Rauhenstein (Helenental) führenden Straßenbahn zu erreichen. Die ab 1894 elektrisch betriebene normalspurige Bahn wurde in der Folge durch Autobusse ersetzt (siehe: Straßenbahn Baden sowie Lokalbahn Wien–Baden). Dem zu erwartenden individuellen Verkehrsaufkommen wurde 1927 unter anderem privatwirtschaftlich durch die Eröffnung einer in 300 m Gehdistanz gelegenen Strandbad-Garage entsprochen.
Das Strandbad war nach Inbetriebnahme nicht nur Anregung und Vorbild für ähnliche Einrichtungen in Kommunen des In- wie Auslandes, sondern auch ein von Prominenz gesuchter bzw. ihr stolz präsentierter Ort. Ein herausragendes Ereignis war 1927 der Besuch der beiden Ozeanflieger (New York – Paris) Clarence Duncan Chamberlin und Charles Albert Levine. Mit weit weniger Aufmerksamkeit wurde der Besuch von Exkronprinz Wilhelm bedacht, da der Gast unter dem Decknamen Graf Geldern reiste. Im November 1928 war Geheimrat Oskar von Miller zu Gast in der Stadt. Die Besichtigung des Strandbades sowie weiterer kommunaler Badeeinrichtungen dürften die Absicht Millers, im Deutschen Museum, München, eine eigene Bäderabteilung zu schaffen, bekräftigt haben.
Aus diesem Jahr stammt auch die vom Bad aus (jenseits der Schwechat) bis heute zu bewundernde Villa Hugo Blitz in der Weilburgstraße 22, ein außergewöhnlicher gemeinsam von Josef Frank und Oskar Wlach geplanter „Terrassen- und Stockwerksbau“.
1930 wurde der jenseits der Schwechat gelegene, 20.000 m² umfassende Weilburgpark (bis zum Aquädukt reichender Teil der Weilburggründe) gepachtet und für Badegäste über einen unter der Hildegardbrücke errichteten Holzsteg erreichbar gemacht; 1959/60 glückte der Ankauf der Liegenschaft.
Ein überregional beachtetes Sportereignis fand am 6. September 1931 statt: der Zweigvereinskampf des damals größten Schwimmvereins Österreichs, dem „Erster Wiener Amateur-Schwimmklub“ (EWASK), in dem die Badener Sektion dieses Vereins, so wie 1930, das Turnier gewinnen und sich den Wanderpokal bleibend sichern konnte. Die Preise wurden von Fürst Eduard von Liechtenstein (1872–1951) bzw. dessen Gattin Olga vergeben.
Zu Saisonbeginn 1938 wurde die ausschließlich für Arier bestehende Zugänglichkeit des Strandbades verlautbart; nichtarischen Besuchern stand (zunächst) ein Bassin in der Mineralschwimmschule zur Verfügung. Das Abweisen von (zumeist aus Wien anreisenden) jüdischen Sonntagsausflüglern hatte zur Folge, dass am letzten Juli-Wochenende selben Jahres die Schwechat von jüdischen Freibadenden überfüllt war. In der Folge wurde von Polizei und Gendarmerie ein solches Freibaden verhindert – dies in erster Linie im Interesse der sehr wertvollen Forellenzucht.
In der sowjetischen Besatzungszeit war Baden ab April 1945 Sitz des sowjetischen Oberkommandos. Die damit einhergehende Requirierung von kommunalen wie privaten Liegenschaften zur exklusiven Nutzung durch Angehörige der Sowjetarmee bedeutete 1945 für das Strandbad den Besuch von 253 russischen Badegästen. – Ab 6. Juni 1947 war das Thermalstrandbad wieder für die breite Öffentlichkeit zugänglich.
Eine annähernde Rentabilität zeigte der Strandbad-Betrieb 1953/54, als (die bis etwa 1995 bestehenden) zwei massiven Rundwannen (lokal: Wandeln) eingebaut wurden.
Seit 1976, dem Jahr einer dem Bäderhygienegesetz folgenden (und 1986 abgeschlossenen) Modernisierung sowie der Inbetriebnahme einer Vorwärm- und Umwälzanlage, wird der Wärmegrad des Badewassers nicht mehr ausschließlich durch das Beimengen von reinem Thermalwasser reguliert – eine Schonung der Ressource, die unter anderem eine geringer werdende Ergiebigkeit der das Bad speisenden Quelle(n) vermuten lässt.
Nach Restaurierungsarbeiten 1989 und 1992/93 wurde mit dem 1996 vollendeten Umbau das Strandbad zu einem der größten Erlebnisbäder Österreichs. Heutzutage besuchen jährlich ungefähr 300.000 Menschen das Bad. Spezielle Veranstaltungen wie zum Beispiel der A-Cup im Beachvolleyball und das Beach ’n' Air Battle (Österreichs größtes Hobby Beachvolleyball-Turnier) finden jedes Jahr statt, wo auch die meisten Besucher erwartet werden.
Das Bad hat zwei 50-m-Schwimmbecken, zwei Schwefelbecken (früher: Wandeln), einen Strömungskanal, mehrere Bodengeysire, eine große und eine kleine Wasserrutsche sowie einen Sprungturm mit Plattformen auf 3 und 5 Meter Höhe. Des Weiteren sind eine Palmeninsel sowie ein Kinderbecken vorhanden.